# 宝鶏南駅
宝鶏南駅（ほうけいみなみえき）は中華人民共和国陝西省宝鶏市渭浜区に位置する中国鉄路総公司西安鉄路局が管轄する駅である。

## 所属路線
- 中国鉄路総公司
  - 西宝旅客専用線
  - 宝蘭旅客専用線

## 駅構造
5面11線のホームを持つ高架駅である。

## 歴史
- 2013年12月28日 - 西宝旅客専用線の駅として開業。
- 2017年7月9日 - 宝蘭旅客専用線開業。

## 隣の駅
中国鉄路総公司
西宝旅客専用線
岐山駅 - 宝鶏南駅
宝蘭旅客専用線
宝鶏南駅 - 東岔駅